# Antonio Belo
Antonio Belo (Panay, 11 januari 1877 - 1944) was een Filipijns politicus.

## Biografie
Antonio Belo werd geboren op 11 januari 1877 in Panay in de Filipijnse provincie Capiz. Na een opleiding op een Spaanse privéschool in Panay vertrok Belo naar Manilla voor verdere studie. Daar behaalde hij een Bachelor of Arts-diploma en voltooide hij een bacheloropleiding rechten. Na zijn toelating tot de Filipijnse balie was Belo werkzaam als advocaat. Daarnaast was Belo raadslid van de gemeente Romblon, vredesrechter van Capiz en was hij werkzaam als klerk voor het Filipijns Huis van Afgevaardigden.
In 1928 werd hij namens het zevende senaatsdistrict gekozen als lid van de Senaat van de Filipijnen. In de Senaat werd hij met name bekend door de wet die zijn naam droeg. De Belo Bill, die werd aangenomen met steun van de meerderheidspartij, de Nacionalista Party, maakte 250.000 peso vrij voor de Amerikaanse gouverneur-generaal Henry Stimson om technische adviseurs aan te stellen die hem konden ondersteunen bij zijn werk. In ruil benoemde Stimson allemaal Nacionalista kandidaten in zijn kabinet. Zijn periode in de Senaat duurde tot 1934.
Belo overleed in 1944.